# Mamerthes uniformis
Mamerthes uniformis är en fjärilsart som beskrevs av George Francis Hampson. Mamerthes uniformis ingår i släktet Mamerthes och familjen nattflyn. Inga underarter finns listade i Catalogue of Life.